# Chiesa di San Giovanni Battista (Caprese Michelangelo)
La chiesa di San Giovanni Battista è un edificio sacro che si trova a Caprese Michelangelo, in provincia di Arezzo.

## Storia e descrizione
Esistente già agli inizi del XIII secolo, posta fuori della cinta muraria e probabilmente collegata al castello per mezzo di una scalinata, la chiesa era in origine più lunga rispetto alla struttura attuale, che si presenta semplice con tetto a due spioventi e muratura a pietrame irregolare. Sulla facciata, con il portale ad arco e finestrella verticale, si innalza il campanile a vela.
Celebre per essere stata la chiesa battesimale di Michelangelo, essa fu abbandonata nella seconda metà dell'Ottocento per essere ripristinata nel 1900 grazie all'intervento di capresani benemeriti. Al 1297 risale una campana. Quattrocentesco è il tabernacolo visibile all'interno e firmato Cristofano di Landuccio.